# Estació de Vinaròs
Vinaròs és una estació de les línies 50 i R16 de Mitjana Distància Renfe situada a la línia del Corredor Mediterrani a l'oest del terme municipal de Vinaròs, però una mica allunyada del seu nucli urbà, a la comarca del Baix Maestrat de la província de Castelló. A més de regionals, també paren gran part dels trens de Llarg Recorregut que circulen per aquesta estació com Talgo o Alaris.
Vinaròs és l'última estació de València, a partir d'aquí el regional València-Barcelona de la linia 50 pertany a l'R16 perquè a Catalunya s'utilitza una nomenclatura diferent que al País Valencià.

## Situació ferroviària
L'estació es troba en el punt quilomètric 146,8 de la línia fèrria d'ample ibèric que uneix València amb Sant Vicenç de Calders a 20,50 metres d'altitud

## Història

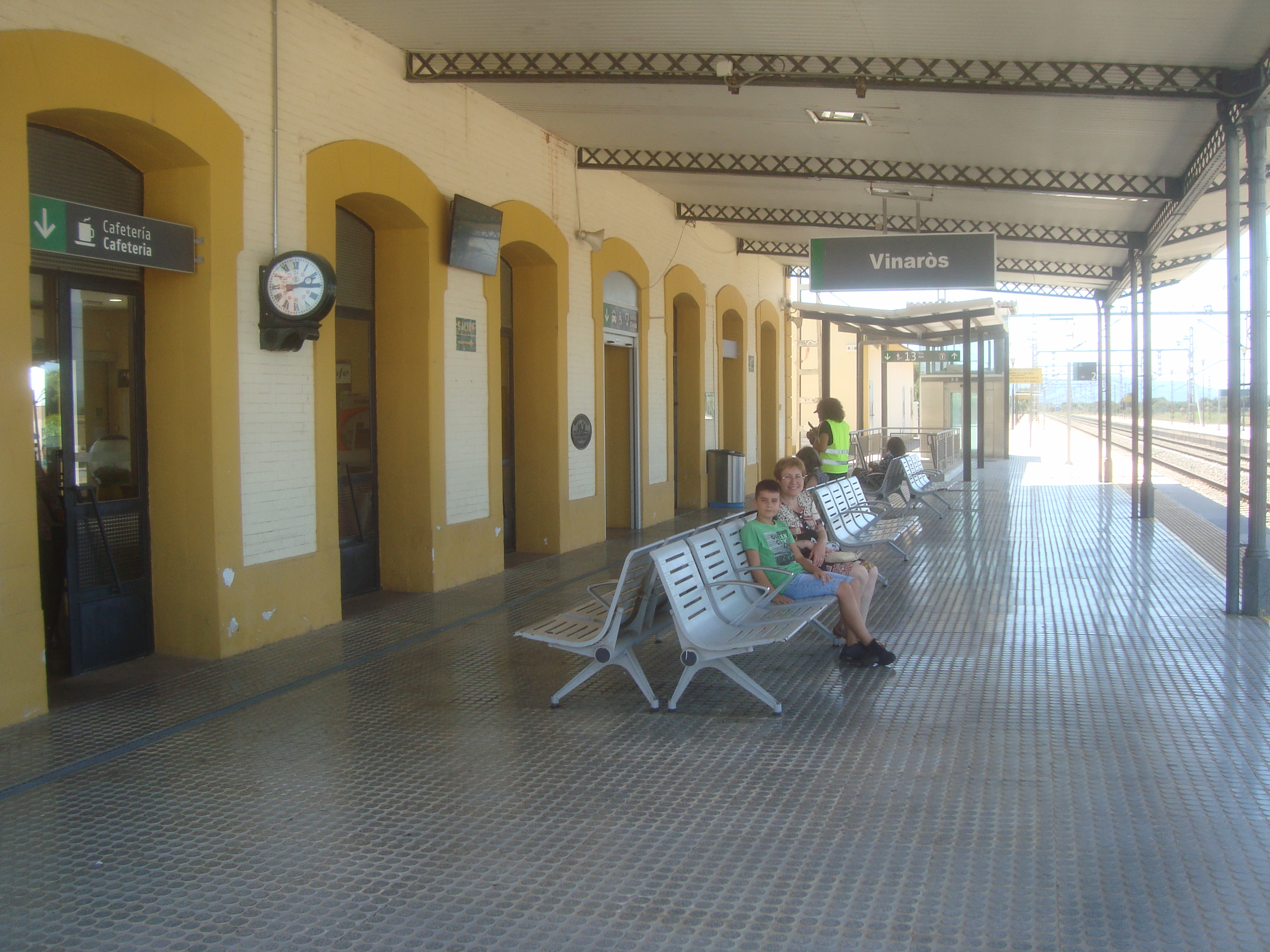
Andanes

L'estació va ser inaugurada el 12 de març de 1865 amb l'obertura del tram Benicàssim-Ulldecona de la línia que pretenia unir València amb Tarragona. Les obres van ser a càrrec de la Societat dels Ferrocarrils d'Almansa a València i Tarragona o AVT que prèviament i sota altres noms havia aconseguit unir València amb Almansa. El 1889, la mort de José Campo Pérez principal impulsor de la companyia va abocar la mateixa a una fusió amb Nord. El 1941, després de la nacionalització del ferrocarril a Espanya l'estació va passar a ser gestionada per l'acabada de crear RENFE.
Des del 31 de desembre de 2004 Renfe Operadora explota la línia mentre que Adif és la titular de les instal·lacions ferroviàries.

## Serveis ferroviaris
| Mitjana Distància de Renfe |                     |                    |                     |                                           |
| Procedència/Destinació     | <                   | Línia              | >                   | Procedència/Destinació                    |
| terminal                   | terminal            |                    | Ulldecona - Alcanar | Barcelona-Estació de França               |
| València-Nord              | Benicarló-Peníscola | 50                 | Ulldecona - Alcanar | Tortosa Barcelona-Estació de França       |
| Llarg Recorregut de Renfe  |                     |                    |                     |                                           |
| Barcelona-Sants            | L'Aldea - Amposta   | Alaris             | Benicarló-Peníscola | València-Nord Alacant-Terminal            |
| Barcelona-Sants            | L'Aldea - Amposta   | Alaris             | Benicarló-Peníscola | Sevilla-Santa Justa Málaga-María Zambrano |
| Montpeller - Saint-Roch    | L'Aldea - Amposta   | Talgo Mare Nostrum | Benicarló-Peníscola | Cartagena                                 |
| Barcelona-Sants            | L'Aldea - Amposta   | Talgo              | Benicarló-Peníscola | Múrcia                                    |
| Barcelona-Sants            | L'Aldea - Amposta   | Talgo              | Benicarló-Peníscola | Llorca                                    |

### Rodalies
Forma part de la línia ER02, que en la pràctica funciona com una prolongació de la línia C-6 de Rodalia de València des del 12 de novembre de 2018.
En aquesta estació es detenen 12 trens per dia de dilluns a divendres i 9 caps de setmana i festius entre València Nord i Vinaròs. D'ells, quatre trens són servei compartit amb Regional-Exprés amb destinació final o origen a Tortosa o Barcelona-Estació de França, per la qual cosa no paren en totes les estacions de recorregut.
| procedència/destinació                    | < estació           | Línia |
| ----------------------------------------- | ------------------- | ----- |
| Castelló de la Plana fins a València-Nord | Benicarló-Peníscola |       |